# Судьбинин, Иван Иванович
Судьбинин Иван Иванович (1866 — 12 февраля 1919) — драматический актёр.

## Биография
Поначалу участвовал в любительских спектаклях. С 1885 перешел на профессиональную сцену. Играл в провинции (Харьков, Киев, города Сибири, Самара и другие). Затем в московском Театре Корша — 1902, петербургских театрах Неметти (1903), Литературно-художественного общества (1895-1897, 1904-1908). С 1909 года — в труппе Александринского театра.
Одна из лучших ролей актера — Никита из «Власти тьмы» в театре Литературно-художественного общества (Петербургский Малый театр). П. П. Гнедич в своих воспоминаниях сравнивает постановки (эта же пьеса шла одновременно в Александринке): «Никита — Судьбинин был превосходен, куда лучше Сазонова, игравшего мелкого апраксинца, а не мужика...»
Среди ролей: Никита («Власть тьмы», 1895, Театр Литературно-художественного общества, 1-я постановка), Андрей Белугин («Женитьба Белугина» Островского и Соловьева); Любим Торцов («Бедность не порок»; Ананий Яковлев («Горькая судьбина» Писемского); Разуваев («Дело» А. В. Сухово-Кобылина, 1917) и др.
Актер чисто рус. нап. дарования, один из лучших в России так называемых "рубашечных героев", Судьбинин прекрасно чувствовал и передавал народные бытовые характеры, поднимаясь в своих лучших ролях до высокого трагизма. Он умел показать широту, удаль и порыв богато одаренного от природы человека, его непримиримое противоречие с темным, звериным укладом жизни. Конфликт героя со средой приобретал в исполнении С. острый бунтарский характер.
После Октябрьской революции вместе с В. А. Мичуриной-Самойловой, И. М. Ураловым и другими деятелями театра вошел во Временный комитет Александринского театра. Скончался в Петрограде.